# 9744 Nielsen
9744 Nielsen este un asteroid din centura principală de asteroizi.

## Descriere
9744 Nielsen este un asteroid din centura principală de asteroizi. A fost descoperit pe 9 mai 1988 la Observatorul Palomar de Carolyn S. Shoemaker și Eugene M. Shoemaker. Asteroidul prezintă o orbită caracterizată de o semiaxă mare de 2,61 ua, o excentricitate de 0,30 și o înclinație de 13,6° în raport cu ecliptica.